# Rosthäger
Rosthäger (Egretta rufescens) är en amerikansk fågel i familjen hägrar inom ordningen pelikanfåglar.

## Utseende
Rosthägern är en rätt stor (66–81 cm) häger som uppträder i två faser, en ljus och en mörk. Ljusa fasen är helvit och skiljer sig från andra vita hägrar förutom ägretthägern på större storlek, men har också rosa näbbas och skiffergrå ben. Fåglar av mörk fas är skiffergrå med rödbrunt på huvud, hals och halsplymer. Ungfågeln är gråbrun, undertill blek, med en huvudsakligen svart näbb.

## Utbredning och systematik
Rosthäger delas in i två underarter med följande utbredning:
- Egretta rufescens rufescens – förekommer i södra USA, Bahamas och Karibien, övervintrar i nordvästra Sydamerika
- Egretta rufescens dickeyi – förekommer i södra Baja California, övervintrar i Guatemala och El Salvador

## Levnadssätt
Rosthägern hittas i kustnära grunda vatten och ses mycket sällan i inlandet. Födan består av småfisk, grodor, grodyngel och kräftdjur som den söker efter med olika tekniker, bland annat genom att formligen springa genom vattnet. Fågeln häckar på öar och i mangroveträsk, under årets nästan alla månader.

## Status
Rosthägern har ett stort utbredningsområde, men förekommer endast fläckvist och dess levnadsmiljö är begränsad i storlek. Internationella naturvårdsunionen IUCN kategoriserar den därför som nära hotad. Den antas ha en liten världspopulation på mellan 10.000 och 20.000 vuxna individer som tros minska i det stora hela, även om den ökar i antal på vissa lokaler. Den största andelen finns i Mexiko och Texas.

## Namn
Rosthägerns vetenskapliga artnamn rufescens betyder "rödaktig".

## Bilder

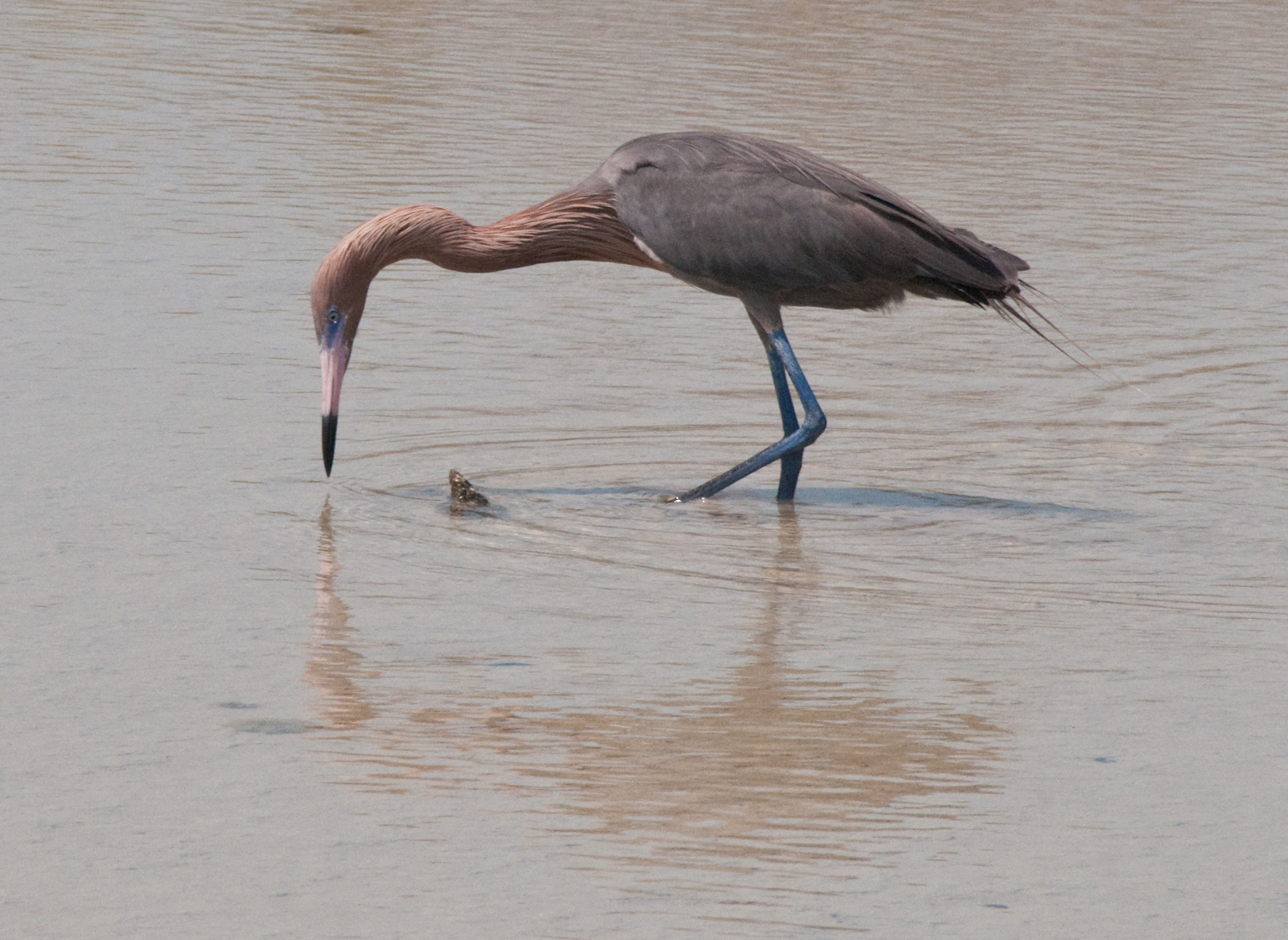
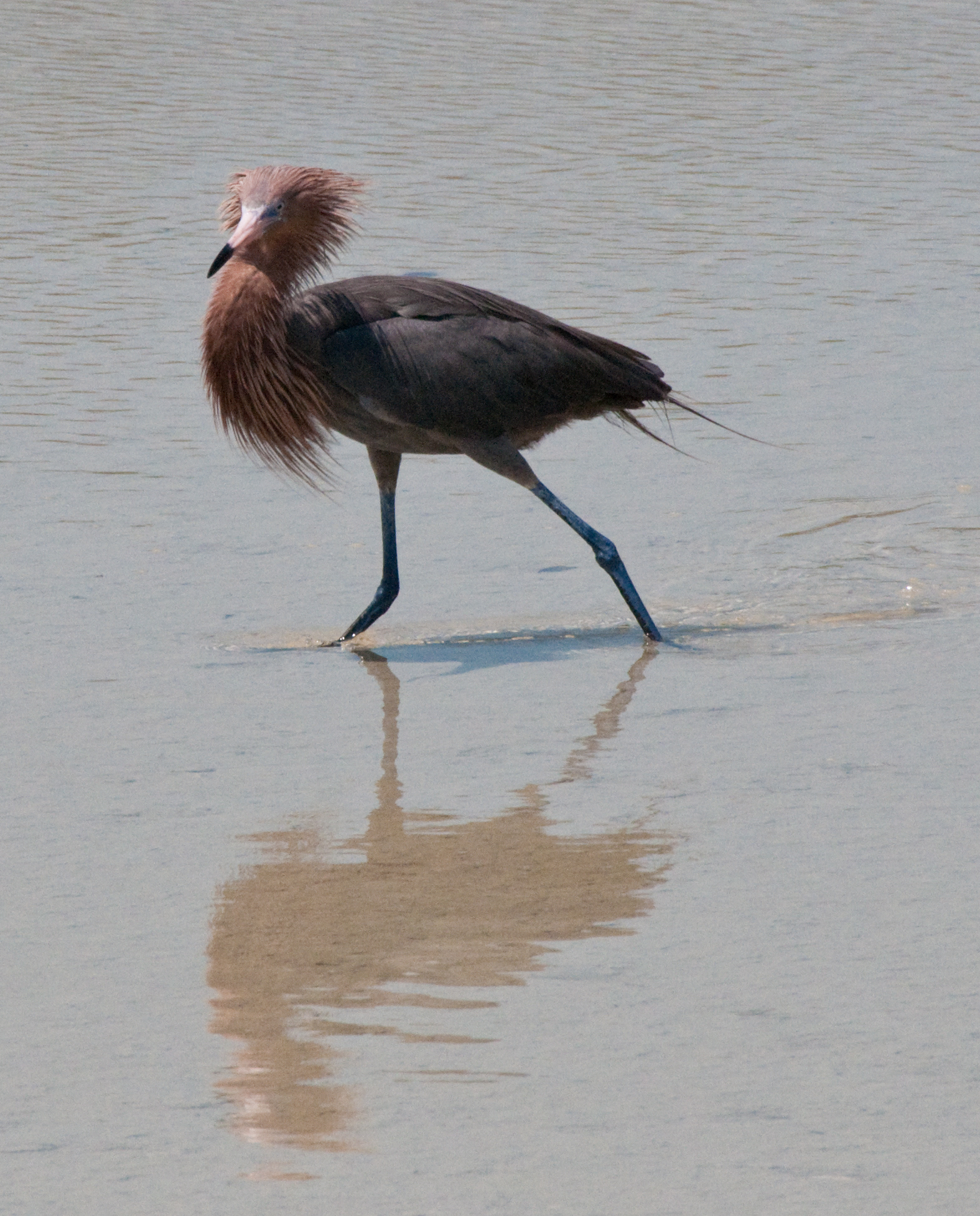
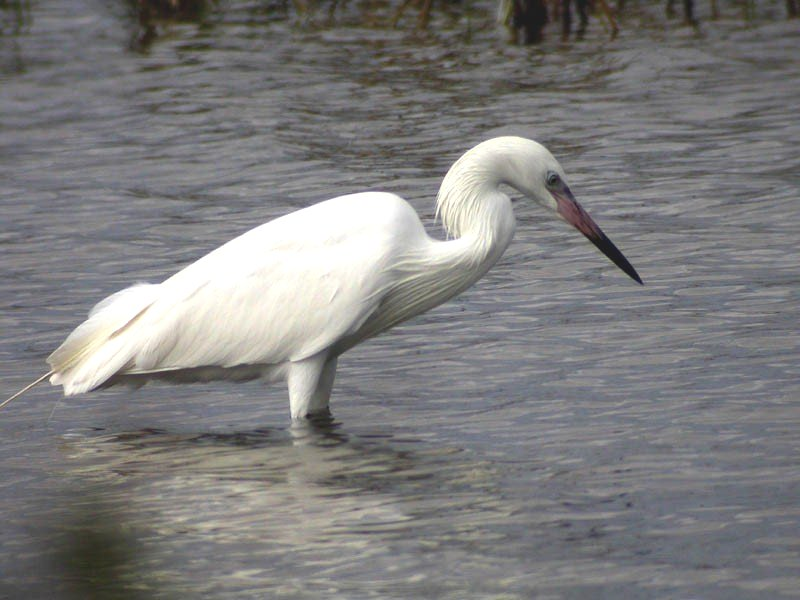
Vit morf